# Мерцаловка (Павлоградский район)
Мерцаловка (укр. Мерцалівка) — село,
Богдановский сельский совет,
Павлоградский район,
Днепропетровская область,
Украина.
Код КОАТУУ — 1223581302. Население по переписи 2001 года составляло 54 человека.

## Географическое положение
Село Мерцаловка находится на правом берегу реки Самара,
выше по течению на расстоянии в 2,5 км расположено село Марьина Роща (Петропавловский район),
ниже по течению на расстоянии в 4 км расположено село Самарское,
на противоположном берегу — село Дмитровка (Петропавловский район).